# Notolychnus valdiviae
Notolychnus valdiviae és una espècie de peix de la família dels mictòfids i de l'ordre dels mictofiformes.

## Morfologia
- Els mascles poden assolir 6,3 cm de longitud total.
- Nombre de vèrtebres: 27-31.[2][3]

## Reproducció
És ovípar amb larves i ous planctònics.

## Alimentació
Menja copèpodes, ostracodes i eufausiacis.

## Depredadors
A Mèxic és depredat per Astronesthes similus.

## Hàbitat
És un peix marí i d'aigües profundes que viu entre 25-700 m de fondària.

## Distribució geogràfica
Es troba a les aigües tropicals, subtropicals i temperades de tots els oceans.